# Stazione di San Giovanni al Natisone
La stazione di San Giovanni al Natisone è una stazione sita a San Giovanni al Natisone sulla linea ferroviaria Udine-Trieste.

## Strutture e impianti
Dispone di due binari per il servizio viaggiatori (1 e 2) e di un terzo binario (4, a causa della rimozione del preesistente binario 3) usato per eventuali precedenze (infatti questo è l'unico impianto in grado di effettuare precedenze tra Udine e Gorizia) e eccezionalmente per servizio viaggiatori con marciapiedi in terra e ghiaino; dispone altresì di uno scalo non più utilizzato.
L'impianto è governato da un banco a leve che rappresenta una rarità, unico esempio rimasto in regione.

## Movimento
La stazione è servita da treni regionali svolti da Trenitalia nell'ambito del contratto di servizio stipulato con le Regioni interessate.

## Servizi
- Biglietteria automatica